# Winkler Róbert (újságíró)
Kulcsár Szabolcs Attila, vagy írói álnevén Winkler Róbert (Győr, 1968. szeptember 16. –) magyar újságíró, televíziós és rádiós műsorvezető.

## Élete
Középiskolai tanulmányait a szombathelyi Nagy Lajos Gimnáziumban végezte 1982–1986 között. Főiskolai tanulmányait a Berzsenyi Dániel Főiskola történelem-népművelés szakán végezte. Ezután elvégezte a Kereskedelmi és Vendéglátóipari Főiskola vámügyintéző szakát.

## Pályafutása
Első, nyomtatásban megjelent cikkét a Vas Népe című Vas megyei lapba írta. Azért, hogy az egykor az újságnál dolgozó édesapja miatt (akit az akkori szerkesztőség még jól ismert) ne kivételezzenek vele, egy a sorkatonai szolgálata során hallott történet nyomán cikkét Winkler Róbert néven írta alá. A sztori szerint egy bizonyos Winkler Róbert személyijét ellopták és az ő nevében másfél millió forint értékű devizacsalást hajtottak végre, de ezt már annyiszor kellett elmesélnie, hogy rettenetesen unja, és ha egy újságíró rákérdez, mindig figyelmezteti, hogy igazából nincs poénja a történetnek, és nem is különösebben érdekes.
1994–2001-ig a Magyar Narancs munkatársa. Első cikkét egy metálkocsmáról írta, ezután szerződtette le Csillag János, az Élet+Mód rovat vezetője. Számos riport mellett elkezdte a hamar népszerűvé vált, kutyákról szóló sorozatát. A Magyar Narancs Kutyaszorító rovata eredetileg befektetési céllal tájékoztatta az olvasókat a jövőbeli trendekről: milyen fajták árfolyamában várható emelkedés. Aztán már olyan fajtákról is kellett írnia, melyeknek árfolyama stagnál, végül négy kiadást ért meg az azonos címmel megjelent könyv, amit először a Magyar Narancs kiadója, majd háromszor a Tericum Kiadó jelentetett meg. 2012-ben a Kolibri Könyvkiadóhoz szerződött, itt jelent meg első gyerekkönyve Márton és Micike az autószerelő műhelyben címmel, melyet 2013 telén követ a második, tűzoltóságról szóló rész.
2000-ben a First Class utazási magazin főszerkesztője.
A Totalcar alapító főszerkesztője 2000 és 2013 között, 2020-as felmondásáig vezető szerkesztője. A feladatra Uj Péter kérte fel, bár Winkler eredetileg egy profi bokszról szóló rovatot szeretett volna írni az Indexen. Az Index.hu mellékleteként indult internetes autós lap egyedülálló módon autós újságírók nélkül lett sikeres. A főszerkesztő elsősorban internetes fórumokban vadászott az írásra alkalmasnak látszó hozzászólókra, és őket képezte ki autós újságírói feladatokra.
A Totalcar című televíziós műsor műsorvezetője Bazsó Gábor társaságában. Régi rockzenészi ambícióiból annyi maradt, hogy a TotalCar tévéműsorának rockosított főcímzenéjét maga játszotta fel minden hangszeren. Ez adta az ötletet Uj Péternek, hogy Winklert kérje fel a tízéves Index vállalati himnusza zenéjének megírására.
A Neo FM rádión 2010-ben megszűnt, Ezeröcsi című délutáni műsor műsorvezetője volt Bazsó Gábor mellett.
2020. október 26-án 20 év után felmondott a Totalcarnál, melynek korábban alapító-főszerkesztője, legutóbbi pozíciójában vezető szerkesztője volt. Újságírói pályafutását a 444.hu-nál folytatja tovább.

## Érdekességek
Az 1990-es évek elején tagja a Ladybird's Bite nevű thrash metal zenekarnak, melynek gitárosa Báthory Zoltán.
2007–2008-ban a skandináv olajmulti, a Statoil arca volt Magyarországon.
2012-ben a WD-40 arca.
2010–2013-ig a UPC arca Bazsó Gáborral.
2024–2025-ig a Várda keserű likőr reklámarca.
Hobbiból 2011 óta készíti Napszemüveg Blog-ját, mely valóban napszemüvegekről szól. A divatblogok többségével ellentétben saját fotókkal mutatja be az új kollekciókat.
1995 óta jár hobbi szinten bokszolni. Kedvtelései közé tartozik még a szörfözés és a futás. 2008 és 2012 között a Futóblog szerzője. Kétszer futott maratoni, vagy nagyobb távot (2010, 2012.), a második egy saját magán végzett emberkísérlet volt, melyben kipróbálta, különösebb felkészülés nélkül mennyit lehet egyszerre kocogni. A végeredmény 46,5 kilométer lett, hőségriadóban.

## Művei
- Kutyaszorító (2000) - Magyar Narancs, Tericum Kiadó
- Nagyvárosi természetbúvár (2002, 2005, 2016)
- The Best of TotalCar (2004)
- 47 kedvenc járművem
- Kutya utónévkönyv (2005)
- Ctrl+C/Ctrl+V (2006)
- Márton és Micike az autószerelő műhelyben (2012) - Kolibri Kiadó
- Márton és Micike a tűzoltóknál (2013)